# Denis Pušilin
Denis Vladimirovič Pušilin nebo také Děnis Pušilin (* 9. května 1981, Makijivka) je od září 2022 gubernátor Ruskem anektované Doněcké oblasti. V letech 2018 až 2022 byl až do jejího zániku jedním z vůdců separatistické Doněcké lidové republiky, nazývaný také lidovým gubernátorem a členem svazové rady Svazu lidových republik.

## Životopis

### Mládí a studia
Pušilin se narodil 9. května 1981 v Makijivce. Je synem dělníků Makiivského metalurgického závodu Vladimira Pušilina a Valentiny Chasanovové. Vystudoval Makiivské lyceum. V rámci vojenské povinnosti sloužil Pušilin v letech 1999 až 2000 v Národní gardě Ukrajiny jako příslušník praporu zvláštního určení na Krymu. V roce 2000 studoval podnikovou ekonomiku na Donbaské národní akademii stavebnictví a architektury, podle informací, které o sobě uvedl během voleb, však nedostudoval. V letech 2002–⁠2006 pracoval v cukrárně „Solodke žyttia“ (Sladký život).
Byl členem strany Máme jeden cíl. Za tuto stranu kandidoval se v ukrajinských parlamentních volbách 2012 a opakovaných volbách 15. prosince 2013, avšak nepodařilo se mu získat křeslo v Parlamentu. Kandidoval ve volebním obvodu № 94 (Kyjevská oblast) v doplňovacích volbách lidových poslanců Ukrajiny z politické strany „Máme cíl“, která vznikla na základě pyramidy. Získal pouze 77 hlasů, což bylo asi 0,08 % z celkového počtu hlasujících. 

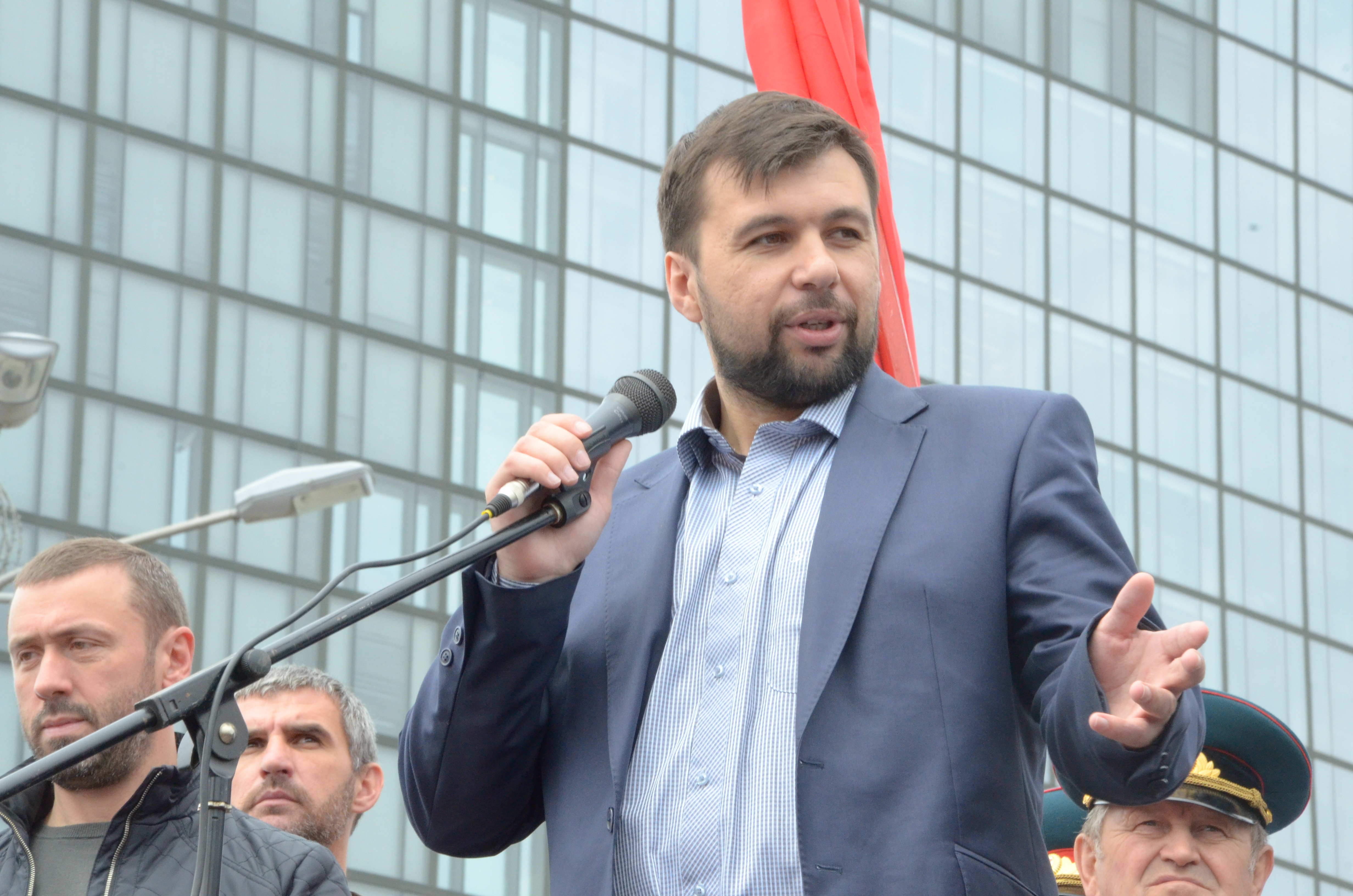
Pušilin v roce 2014

### Doněcká lidová republika
15. května 2014 se stal lidovým gubernátorem doněckých separatistů a 19. května se stal předsedou Nejvyšší rady DLR. Pušilin v této době přežil dva pokusy o atentát, k oběma došlo během jednoho týdne 7. a 12. června 2014. Pušilin se v těchto dnech nacházel v Moskvě. Od 14. listopadu 2014 do 4. září 2015 zastával funkci místopředsedy Nejvyšší rady Doněcké lidové republiky, poté nahradil Andreje Purgina a stal se opět předsedou Nejvyšší rady.
7. června 2014 byl na něj spáchán neúspěšný atentát poblíž restaurace Millennium v Doněcku. Auto, které projíždělo kolem jeho auta, bylo podle Novosti Donbassa prostříleno. Před pokusem o atentát došlo k hádce mezi teroristickými skupinami uvnitř DLR. Náměstek předsedy Nejvyšší rady Doněcké lidové republiky pro humanitární záležitosti Maksym Petruchin zemřel na střely a Pušulin sám nebyl zraněn.
Dne 31. srpna 2018 byl vůdce DLR Alexandr Zacharčenko zabit bombou v doněcké restauraci. 7. září 2018 byl Pušilin jmenován úřadujícím šéfem DLR, přičemž bylo uvedeno, že tuto funkci bude zastávat až do voleb 11. listopadu 2018. Ve volbách získal 60,85% hlasů a mandát obhájil.
Dne 6. prosince 2021 se Pušilin stal členem ruské vládnoucí strany Jednotné Rusko. Předseda Jednotného Ruska Dmitrij Medveděv mu osobně předal stranickou průkazku během výročního sjezdu strany v Moskvě. 21. února 2022 podepsal Denis Pušilin jménem Doněcké lidové republiky smlouvu o přátelství, spolupráci a vzájemné pomoci s Ruskem. O dva dny později požádal spolu s vůdcem Luhanské lidové republiky Leonidem Pasečnikem Ruskou federaci o vojenskou pomoc kvůli údajné agresi ze strany Ukrajiny.
Dne 30. září 2022 se stal gubernátorem Doněcké oblasti, která byla formálně anektována Ruskem.

## Sankce
Dne 29. dubna 2014 byl v reakci na proruské nepokoje na Ukrajině zařazen na seznam osob podléhajících sankcím – zákaz vstupu a zmrazení majetku v EU, 12. května byl zařazen na sankční seznam Kanady, 20. června byl zařazen na sankční seznam USA. Pušilin je také na sankčním seznamu Austrálie, Švýcarska, Lichtenštejnska a Norska.
Dne 2. května 2014 byl na žádost ukrajinské prokuratury zařazen na seznam hledaných osob a v červnu po něm vyhlásila pátrání i Služba bezpečnosti Ukrajiny. Je podezřelý ze spáchání činů s cílem násilně změnit nebo svrhnout ústavní pořádek nebo se zmocnit státní moci.

## Ocenění
- Řád za věrnost službě (16. března 2018, Republika Krym)